# Leopoldo Conti
Leopoldo Conti (12 d'abril de 1901 - 12 de gener de 1970) fou un futbolista italià de la dècada de 1920.
Fou 31 cops internacional amb la selecció italiana amb la selecció italiana amb la qual participà en els Jocs Olímpics d'Estiu de 1924. Pel que fa a clubs, defensà els colors de l'Inter de Milà la major part de la seva carrera.

## Palmarès
Inter
- Lliga italiana de futbol: 1919-20, 1929-30